# Antonio Banderas
Antonio Banderas (rojstvo ime Jose-Antonio B. Dominguez), španski igralec, pevec in režiser, * 10. avgust 1960, Malaga, Andaluzija, Španija.
Oče José Domínguez je bil policist, mati Ana Banderas učiteljica. Hotel se je pravzaprav ukvarjati z nogometom, s 14 leti pa so se njegove sanje, da bo postal profesionalni nogometaš, razblinile, ko si je zlomil nogo. Nekaj let po tem dogodku je odpotoval v Madrid in se pri 19-ih začel ukvarjati z igralstvom.
Slavo je požel v 80-ih letih, ko je igral v filmih režiserja Pedra Almodovarja. Ključno vlogo je ustvaril leta 1990 kot Riki v filmu Zveži me! z Victorio Abril. Nato ga je pot zapeljala v ZDA in pričel je igrati v ameriških filmih, kot so Mambo Kings iz leta 1992, Filadelfija (1993), v katerem je igral s Tomom Hanksom, Zorro iz leta 1998, Desperado, Shrek pa Evita s slavno pevko in igralko Madonno in v številnih drugih. S prihodom v Hollywood je obdržal le ime Antonio in prevzel mamin dekliški priimek Banderas. Prva leta je slabo govoril angleško, hodil je na tečaj ter se družil s številnimi znanimi obrazi s TV zaslonov.
V mesecu zaljubljencev, 14. 5. 1996, se je poroči v Londonu, svoj drugi zakon pa je sklenil z ameriško igralko Melanie Griffith. Skupaj imata hčerko Stello Banderas, rojeno 24. 9. 1996. Vsi trije so se leta 1999 pojavili v filmu iz Nori dnevi v Alabami.
20 let po prihodu v ZDA se lahko ta španski igralec pohvali z nazivi igralec, pevec, režiser in scenarist. Je tudi goreč navijač in solastnik nogometašev svojega rojstnega kraja Málaga CF.